# Chilocyrtus hortorum
Chilocyrtus hortorum är en stekelart som först beskrevs av André Seyrig 1934.  Chilocyrtus hortorum ingår i släktet Chilocyrtus och familjen brokparasitsteklar. Inga underarter finns listade i Catalogue of Life.